# ムアンウタイターニー郡
座標: 北緯15度22分46秒 東経100度1分29秒 / 北緯15.37944度 東経100.02472度
ムアンウタイターニー郡（ムアンウタイターニーぐん）は、タイ北部・ウタイターニー県にある郡（アムプー）である。ウタイターニー県の県庁所在地（ムアン）でもある。

## 名称
ウタイターニーとは、「暁の町」、「始まりの町」を意味する。旧称、ナムスム (น้ำซึม) 、通称、サケークラン (สะแกกรัง) 

## 歴史
1833年、スア・パヤックウィチエンはラーマ3世によって旧ウタイターニー（現・ノーンチャーン）の国主に命じられたが、マラリアに罹るのがおそれて当時チャイナート県であったサケークランに住んだ。サケークランはサケークラン川に近く、バンコクへの交通もよかったためサケークランはウタイターニー県の中心として機能し発展した。1892年、王の許可によりサケークランに市街地を設置することが認められ、1921年、内務省により、サケークランが当時ナムスム郡と呼ばれていたウタイターニーに編入された。
1938年、当時のナムスム郡の郡長、クン・パーンワッタナウィチャイによりナムスム郡の名前を県名にあわせてウタイターニーに変えることが提唱され、名前はムアンウタイターニー郡へと変更された。

## 地理
サケークラン川の形成した平地にある。
交通は国道333号線が東西に通っており、東にパユハキーリー方面、西にノーンチャーン方面と通じている。国道3220号線が北に延びておりクロークプラ方面と通じている。また国道3183号線が南に延びており、チャイナート方面とつうじている。

## 経済
郡内の主要な産業は農業で、主な作物は米である。

## 行政区分
郡内には14のタムボンがあり、さらにその下位に86の村（ムーバーン）がある。自治体（テーサバーン）が設置されており、以下のようになっている。
- テーサバーンムアン・ウタイターニー・・・タムボン・ウタイマイの全体

また、郡内には8のタムボン行政体が設置されている。以下は市内のタムボンの一覧である。
1. タムボン・ウタイマイ・・・ตำบลอุทัยใหม่
2. タムボン・ナムスム・・・ตำบลน้ำซึม
3. タムボン・サケークラン・・・ตำบลสะแกกรัง
4. タムボン・ドーンクワーン・・・ตำบลดอนขวาง
5. タムボン・ハートタノン・・・ตำบลหาดทนง
6. タムボン・コテーポー・・・ตำบลเกาะเทโพ
7. タムボン・ターンスン・・・ตำบลท่าซุง
8. タムボン・ノーンケー・・・ตำบลหนองแก
9. タムボン・ノーンレック・・・ตำบลโนนเหล็ก
10. タムボン・ノーンタオ・・・ตำบลหนองเต่า
11. タムボン・ノーンパイベーン・・・ตำบลหนองไผ่แบน
12. タムボン・ノーンパンカー・・・ตำบลหนองพังค่า
13. タムボン・トゥンヤイ・・・ตำบลทุ่งใหญ่
14. タムボン・ヌーンチェーン・・・ตำบลเนินแจง